# 岸部眞明
岸部 眞明（きしべ まさあき、1964年1月13日 - ）は日本のギタリスト。

## 経歴
大阪府吹田市生まれ。アコースティック・ギターのフィンガーピッカーとして日本を代表する一人であり、屈指のテクニックを持っている。オープン・チューニングを用いることが多い。中川イサトに師事。2002年には、アメリカのカンザス州ウィンフィールドで毎年開催される『ナショナル・フィンガーピッキング・ギター・チャンピオンシップ』に参加し、最終予選に残った5名の一人に選ばれるという快挙を成し遂げた。翌2003年の9月、ウォルナットバレー・フェスティバルのフィンガーピッキング・コンテストで2位を獲得した。2004年12月には、NHK制作のクリスマス特別番組のドラマ「サンタが降りた滑走路」の音楽を担当し、2006年4月には、やはりNHK制作によるBSハイビジョン「映像詩・富士山　知られざる絶景に挑む」の音楽を担当し、彼自身のギターインスト作品が全国に放送された。

## ディスコグラフィー

### アルバム
- TRUTH（1995年）
- GROWING UP（1999年）
- BLOOM（2002年）
- Recollection（2005年）
- 奇跡の山（2006年)
- My Favorites（2008年)
- 12 Stories（2009年)
- Ways (2013年)
- Passion (2016年)
- Restart（2024年）

### 楽譜集
上記アルバムのTAB譜 

### DVD
- ACOUSTIC GUITAR LIVE（2003年）
- 教則DVD オープン･チューニング&フィンガー･ピッキング（2003年 リットーミュージック ）